# Fusillade du 23 décembre 2022 à Paris
La fusillade du 23 décembre 2022 à Paris est une tuerie de masse survenue dans le 10e arrondissement de Paris (France). Visant des militants kurdes, elle fait trois morts et quatre blessés. Deux des victimes, Mîr Perwer et Abdulrahman Kizil, étaient des réfugiés politiques. Emine Kara était une responsable internationale du mouvement kurde.
Il s'agit d'un attentat raciste d'extrême droite, l'auteur présumé de l'attentat ayant admis être motivé par le racisme et ayant déclaré en vouloir aux Kurdes pour avoir « constitué des prisonniers lors de leur combat contre Daech au lieu de les tuer ». Il tente d'abord son attaque contre des étrangers à Saint-Denis, avant de renoncer en raison du manque de victimes potentielles et de se rendre dans le 10e arrondissement.
Le parquet national antiterroriste n'est pas saisi, le caractère « raciste » d’un crime ne suffisant pas à caractériser une infraction terroriste. Le fait que ce crime soit qualifié de « fusillade » et non « d'attentat terroriste » par la justice indigne la communauté kurde et de nombreux observateurs.

## Contexte
L'attentat survient presque dix ans après un triple assassinat de militantes kurdes à Paris, le 9 janvier 2013, lors duquel trois militantes kurdes sont tuées dans le 10e arrondissement de Paris. Le tireur présumé, Ömer Güney, un nationaliste turc, décèdera en détention en décembre 2016. Selon l'information judiciaire, il est probable que les services secrets turcs soient impliqués dans l'affaire.
En décembre 2022, les Kurdes reprochent à la justice française de ne pas avoir traduit en justice le commanditaire de l'attaque. En particulier, les refus réitérés des ministères français de la défense et de l’intérieur de fournir à la justice les écoutes réalisées par les services secrets français de diverses personnes possiblement liées à ce massacre laissent penser aux responsables kurdes que l’État français cherche à protéger les services secrets turcs,. Les relations entre les services de renseignements turcs, le MIT, et leurs homologues français, la DGSI, sont décrites comme « au beau fixe ».

## Déroulement
L'attaque a lieu le vendredi 23 décembre 2022, peu avant midi, rue d'Enghien dans le 10e arrondissement, près du centre culturel kurde Ahmet-Kaya. L'assaillant, armé d'un Colt 45, tire trois coups en direction du centre culturel, tuant deux personnes,. Ensuite, il tire trois coups en direction du restaurant kurde, en face du centre culturel, tuant une personne. Par la suite, il tire trois coups de feu, blessant trois personnes, dans un salon de coiffure kurde,.
L'auteur présumé, William Malet,, un homme de 69 ans, est maîtrisé au salon de coiffure avant l'intervention des policiers de la CSI 75,,. Légèrement blessé au visage, il est rapidement identifié grâce à une carte professionnelle de la SNCF retrouvée dans son portefeuille. Lors de son arrestation, il possède une mallette contenant quatre chargeurs contenant 14 munitions et une boîte de cartouches calibre 45 contenant 25 munitions,.

## Victimes
Une femme et deux hommes meurent lors de la fusillade. Trois autres hommes sont blessés, dont l'un en urgence absolue. Les trois blessés sont jugés hors de danger le 25 décembre.
Emine Kara, dite Evîn Goyî, était poursuivie pour ses activités politiques en Turquie. Combattante de longue date, elle avait participé à plusieurs affrontements contre l'État islamique, notamment la bataille de Kobané et la bataille de Raqqa, pendant la guerre civile syrienne. Venue en France pour soigner ses blessures de guerre depuis deux ans, elle était la responsable nationale du Mouvement des femmes kurdes en France et avait également des responsabilités internationales. Elle s'était notamment investie dans le soutien au mouvement de protestation iranien. L'asile lui avait été refusé,,,.
Mehmet Şirin Aydin, dit Mîr Perwer, originaire de Muş, était un auteur-compositeur-interprète. Il bénéficiait du statut de réfugié politique, après avoir passé deux ans en prison en Turquie, poursuivi pour ses textes engagés et son soutien au parti turc HDP,,. Il était marié et avait un enfant de six ans, resté avec sa mère au Kurdistan.
Abdulrahman Kizil, âgé de 48 ans, était originaire du Bakur. Réfugié politique, il était un membre actif du centre culturel,,.

## Enquête
Une enquête a été ouverte pour assassinat, homicides volontaires, violences aggravées et infractions à la législation sur les armes. L'enquête est confiée à la brigade criminelle de la DRPJ.
Le ministre de l’Intérieur Gérald Darmanin déclare que le suspect ne faisait pas l'objet d'un fichage lié à « l'ultra-droite » et qu'il « n'était pas connu des services de renseignement, ni de la Direction générale de la Sécurité intérieure ». Il ajoute qu'il cherchait « manifestement à s'en prendre à des étrangers » et qu'il avait « agi seul ».
Lors de l'enquête, le parquet de Paris informe que Willliam Malet aurait « cherché à abattre des étrangers à Saint-Denis » avant de changer d'avis et de viser la communauté kurde, face au manque de personnes dans les rues, Il se serait décrit comme « dépressif » et « suicidaire ». Il précise « ne pas avoir fixé à l'avance le nombre de victimes », mais avait « l'intention d'utiliser toutes les munitions et de se suicider avec la dernière balle ». Pour finir, il indique en vouloir aux Kurdes pour avoir « constitué des prisonniers lors de leur combat contre Daech au lieu de les tuer »,.
Le 24 décembre 2022, la garde à vue est interrompue pour un transfert du suspect en psychiatrie puis reprend le lendemain en vue d'une présentation du suspect le lundi 26 à un juge d'instruction.
Après avoir été mis en examen pour « assassinats et tentatives d’assassinat en raison de la race, de l’ethnie, la nation ou la religion », ainsi que pour « acquisition et détention non autorisées d’arme », le suspect est placé en détention provisoire le 26 décembre 2022.

### Suspect
Le suspect, William Malet, un homme de 69 ans au moment des faits, né le 30 mars 1953 à Montreuil (Seine-Saint-Denis) est interpellé sur place,. Conducteur de train de la SNCF à la retraite depuis 2018, il vivait dans le 2e arrondissement,. Lors de son service militaire, il intègre le 3e régiment de parachutistes d'infanterie de marine de Carcassonne. Il est connu de la justice pour deux tentatives d'homicide et pour violences aggravées et infraction à la législation sur les armes. Malgré ses nombreuses condamnations, il n'a jamais été inscrit au fichier national des personnes interdites d'acquisition et de détention d'armes et aucune perquisition n’avait été menée à son domicile.
Selon une expertise psychiatrique réalisée après son arrestation, il ne présenterait pas de maladie mentale mais « révèle des troubles de la personnalité dans un registre de paranoïa de caractère et de schizoïdie », l'expertise ajoute qu'il « n’était pas atteint au moment des faits d’un trouble psychique ou neuropsychique ayant aboli son discernement ou le contrôle de ses actes », mais que son discernement peut être considéré « ayant été altéré »",.
Passionné d'armes et ancien tireur sportif,, il dit s'être procuré le Colt 45 utilisé dans la fusillade auprès d'« un ami » qu'il avait rencontré dans un club de tir à Versailles. Il aurait indiqué avoir agi car raciste,, et aurait tenu des propos incohérents lors de son interpellation, en annonçant aux policiers qu'il « n’aimait pas les Kurdes ». Devant un juge d'instruction, il exprime sa volonté de commettre un attentat contre « l’étranger », il comptait se suicider ensuite pour que « sa mort ne passe pas inaperçue »,. Lors son audition à la cour d’appel de Paris, il declare que « l’étranger est une menace en France » et « qu'ils n’ont qu’à rester chez eux », il se dit méfiant à l'égard des musulmans, qu'ils considère des « traîtres depuis la guerre d'Algérie ».
En 2016, victime d'un vol par effraction, il poignarde deux cambrioleurs au cou avec un couteau de cuisine, il est condamné à douze mois d’emprisonnement ferme en juin 2021,. Les deux cambrioleurs l'auraient ensuite poursuivi au civil, réclamaient 30 000 euros chacun en dommages et intérêts. Ce cambriolage et le sentiment d'injustice à la suite de cette affaire auraient déclenché chez lui une « haine pathologique des étrangers »,. Lors de l’enquête, la police découvre « un arsenal impressionnant doté d'une trentaine d'armes, dont plusieurs fusils d'assaut, armes de guerre et de poing enfermées dans un coffre ». En 2017, il est condamné à six mois de prison pour détention prohibée d’armes.
Le 8 décembre 2021, il attaque un camp de migrants au parc de Bercy avec un sabre,. Se faisant passer pour un joggeur, il blesse trois migrants et déchire six tentes en hurlant « Mort aux migrants ! »,,. Sa victime majeure et ceux qui l'ont aidé sont eux aussi mis en garde à vue pour « violences en bande organisée » avant que les avocats commis d'office ne prouvent au juge d'instruction qui était l'agresseur. Il est visé par une enquête pour « violences à caractère raciste avec armes ». Lors des auditions devant le juge d’instruction, il aurait proféré des propos d'« un racisme sans ambiguïté ». Après plus d'un an de détention provisoire à la prison de la Santé, est libéré le 12 décembre 2022 et placé sous contrôle judiciaire,,. Le Monde note que l'affaire de l'attaque de migrants au sabre en décembre 2021 a été traitée avec une grande légèreté, et avec « un biais manifestement discriminatoire envers les victimes, par la police et par le parquet ».
Quelques heures après les faits, la chaine de télévision M6 interroge le père du suspect, qui déclare que son fils « est un cinglé, un abruti » qui « ne vivait pas comme tout le monde », en plus d'être quelqu'un de « taiseux », et que « sa mère essayait de le remettre sur les rails ».
Le journal L'Humanité note que le tueur a été déposé par une voiture devant le centre culturel kurde, ce qui signifie peut-être qu'il visait à attaquer spécifiquement la réunion de femmes kurdes qui devait s'y tenir.

## Débats et polémiques sur l'usage du terme de«terrorisme»
La piste de l'attentat raciste d'extrême droite est initialement privilégiée.
La communauté kurde, des représentants de gauche tels que Jean-Luc Mélenchon, Clémentine Autain (LFI) et Ian Brossat (PCF), et des journalistes (Edwy Plenel, Cécile De Sèze) s'indignent que ce crime soit qualifié de « fusillade » et non « d'attentat » ou de « terrorisme ». Le ministre français de la Justice prend position en indiquant que la différence entre un crime raciste et un acte terroriste consiste en « l'adhésion ou pas à une idéologie politique revendiquée ». Le suspect, qui avait précédemment commis des attaques similaires, a reconnu avoir agi avec préméditation, dans le but précis de « tuer des étrangers ». Pour la procureure de la République de Paris, il n'y a pas d'informations qui permettraient de relier l'auteur à un groupe terroriste, ni « à un mouvement idéologique extrémiste ». Le parquet national antiterroriste (PNAT) « est habilité à intervenir lorsque des individus "agissent intentionnellement en relation avec une entreprise individuelle ou collective ayant pour but de troubler gravement l'ordre public par l'intimidation ou la terreur". ». L'avocat Guillaume Martine déplore que le PNAT ne soit « pas saisi dans la minute, contrairement aux faits commis par "type-issu-de-l'immigration-et-vaguement-musulman" ».
Le PNAT, en date du 26 décembre 2022, décide de ne pas se saisir encore de l'affaire, attendant les résultats de l'évaluation de l'enquête psychiatrique, au cas où la santé mentale de l'assaillant ne permettrait pas de considérer l'affaire comme un acte de terrorisme,,.
La communauté kurde considère cet acte comme un attentat terroriste fomenté par la Turquie et non comme le crime raciste d'un individu isolé.
Le Point fait le parallèle entre la décision contestable de ne pas qualifier cet acte de terroriste et les précédentes condamnations de William Malet, qui avait été de « violences avec armes » lorsqu'il a blessé deux cambrioleurs en 2016 et de « violences aggravées » lors de son attaque d'un camp de migrants en 2021. Dans les deux cas la justice n'avait pas retenu des tentatives de meurtre, ce qui aurait permis de passer le délai légal de détention provisoire à trois ans. Malet a été libéré après 1 an de détention provisoire, 11 jours avant les faits.

## Réactions

### En France

#### Manifestations
Peu de temps après la conférence de presse sur les lieux de la tuerie par le ministre de l’Intérieur Gérald Darmanin, plusieurs rassemblements sont organisés en France. À Marseille, le rassemblement réunit 150 participants. Ils sont une centaine à Bordeaux. À Paris, le cortège réunit plusieurs milliers de personnes, et des drapeaux du Parti des travailleurs du Kurdistan (PKK) ou à l'effigie des trois militantes assassinés en 2013 sont brandis. D'après l'AFP, quelques dizaines de personnes jettent des projectiles. La préfecture de police affirme que des vitres ont été « étoilées » et annonce onze interpellations pour des « dégradations ». Une seconde marche, plus réduite, a lieu le 26 décembre.
Dix mille personnes assistent aux funérailles, organisées le 3 janvier à Villiers-le-Bel, dont de nombreuses venues d'ailleurs en France et en Europe,.

#### Personnalités politiques
Le jour même, via Twitter, le chef de l'État Emmanuel Macron ainsi que la Première ministre Élisabeth Borne adressent leurs « pensées » aux « victimes » d'un « acte odieux » et remercient les policiers. La gauche dénonce un « attentat » (Clémentine Autain) « terroriste » (Jean-Luc Mélenchon) d'« extrême droite » (Fabien Roussel, Mathilde Panot, Olivier Faure, Anne Hidalgo), « raciste » (Fabien Roussel, Marine Tondelier, Mathilde Panot), visant la « communauté kurde » (Fabien Roussel, Anne Hidalgo), et appelle à la « protection de nos alliés kurdes » (Jean-Luc Mélenchon). La droite envoie ses « pensées » aux « victimes » (Éric Ciotti, Hervé Morin). L'extrême droite, quant à elle, dénonce la remise en liberté de l'« auteur des faits » (Jordan Bardella), accusant le ministre de l'Intérieur Gérald  Darmanin (Florian Philippot) de « laxisme » (Laurent Jacobelli), après avoir évoqué « stupeur et émotion » après « la fusillade » (Marine Le Pen),.

#### Communauté kurde
Le Conseil démocratique kurde en France (CDK-F), via son porte-parole Agit Polat, juge « inadmissible [que] le caractère terroriste ne soit pas retenu ». À quelques jours de l'anniversaire de l'assassinat de trois militantes du PKK à Paris, et alors que l'assaillant a visé le siège officieux du PKK en France et tué une responsable internationale — Emine Kara —, il met en cause, si ce n'est la Turquie, un « assassinat politique » qui ne pourrait être l'œuvre d'un loup solitaire : « Quelqu'un s'est soudainement réveillé en se disant qu'il haïssait les Kurdes et débarque avec un pistolet au centre culturel kurde. Puis il pourchasse l'une de ses victimes dans un restaurant kurde. Puis il court 150 mètres dans une rue remplie de commerces de toutes les origines pour entrer chez un coiffeur kurde ? Comment croire au simple crime raciste ? ». Cette thèse est reprise par le communiste Pierre Laurent et l'insoumis Jean-Luc Mélenchon,,.

### Au Kurdistan
À l'appel de l'administration autonome du Nord et de l'Est de la Syrie (ou Rojava), plusieurs centaines de personnes manifestent le 25 décembre à Hassaké, contre « l'extermination » du peuple kurde et en hommage aux « martyrs de Paris ».
La coprésidence de l'organisation internationale confédéraliste démocratique Koma Civakên Kurdistanê impute la responsabilité de l'attaque à l'État turc. Le président du gouvernement régional du Kurdistan (instance dirigeante officielle du Kurdistan irakien) Nêçîrvan Barzanî « condamne » l'attaque et se dit « convaincu que le gouvernement français rendra justice aux victimes ».

### En Turquie
Bien que Kurdes, cinq des six victimes de l’attentat avaient la nationalité turque.
L'ambassadeur français en Turquie Hervé Magro a été convoqué le lundi 26 décembre pour « propagande anti-turque » à la suite de la manifestation parisienne, il est reproché à la France d'avoir laissé des membres du PKK manifester dans la capitale et tenir des discours insinuant qu'il y a un lien entre le terroriste et le gouvernement turc.
Les forces de l'ordre turques ont réprimé les commémorations funéraires de Mîr Perwer à Muş (Kurdistan du Nord) le jeudi 5 janvier 2023. Selon des observateurs de l'Agence France-Presse l'accès au village a été « bloqué par des gendarmes » tandis que les rassemblements ont été dispersés par l'usage de gaz lacrymogènes, de tirs de balles en caoutchouc et de canon à eau. Les funérailles d’Abdurrahman Kizil, ont également eu lieu jeudi, dans un village de la province de Kars.

### À l'international
- : Le chancelier allemand Olaf Scholz condamne un « acte horrible »[78].
- : Le secrétaire d'État des États-Unis Antony Blinken déplore un « jour funeste » avant de présenter ses « plus sincères condoléances »[82].